# Río Enco
El río Enco es un curso natural de agua que trasvasa las aguas del lago Panguipulli al lago Riñihue, ambos lagos ubicados en la comuna de Panguipulli, en la provincia de Valdivia, en la  Región de Los Ríos.

## Trayecto
Nace en el desagüe del lago Panguipulli, y fluye hacia el sur desembocando en el lago Riñihue después de recibir las aguas del Río Blanco (Panguipulli) por la izquierda. El río conecta los lagos cordilleranos a través de sus sectores más orientales (o más adentro de los Andes). Bordea así mismo los faldeos occidentales del volcán Mocho-Choshuenco.
Forma parte de una cuenca hidrográfica que va desde la bahía de Corral, hasta San Martín de los Andes. Es decir es transcordillerana y binacional. Los lagos de la cuenca son nueve: Lácar y Nonthue, en Argentina, Pirehueico, Neltume, Calafquén, Pullinque, Panguipulli y Riñihue en Chile.

Diagrama unifilar de la cuenca del río Valdivia.

## Caudal y régimen
Hans Niemeyer le asigna un régimen pluvial y da su gasto con 370 m³/s en 30 años de observación en Chan-Chan.: 477 

## Historia
Luis Risopatrón lo describe bajo la entrada Shoshuenco:: 842 
Shoshuenco (Rio) 39° 52' 72° 08' Sale del estremo SW del lago de Panguipulli, corre hacia el W i se vácia en la parte E del lago Riñihue. 61, XXIII, p. 441; 120, p. 58; 134; i 156; i Enco en 73, mapa de Münnich (1908).

## Población, economía y ecología
Entre otros es famoso por su pesca deportiva, visitándolo pescadores nacionales como extranjeros.